# José Luis Pérez Pont
José Luis Pérez Pont (Alacant, 1972) és un crític d'art i director de museus valencià. Va ser director del Centre del Carme Cultura Contemporània (València) i gerent del Consorci de Museus de la Comunitat Valenciana des de 2016 fins al 2023, acomiadat pel nou govern de la Generalitat format pel Partit Popular (PP) i Vox.
Llicenciat en dret i doctor en Belles Arts, Pérez Pont ha exercit com a crític i comissari d'art, així com d'advocat. Va fundar junt amb altres i dirigí (2012-2016) la revista especialitzada Makma, revista d'art visual i cultura contemporània. També va ser president de l'associació valenciana de crítics d'art (AVCA) entre 2009 i 2015. En l'àmbit del comissariat artístic ha desenvolupat diversos projectes amb un enfocament d'analisi i prospecció social, tant per a institucions públiques com privades.
El 2016 accedeix per concurs públic el lloc de director gerent del Centre del Carme Cultura Contemporània (CCCC) i del Consorci de Museus de la Generalitat Valenciana. Pérez Pons aconsegueix revitalitzar el Centre del Carme-CCCC amb una proposta museística diferent a la fins al moment oferta amb un augment del públic assistent a les exposicions i activitats que l'any 2022 va suposar un 90,75% més que l’any anterior i que durant el període 2016-2022 va acollir 558 exposicions, 6.039 activitats o 417 projectes educatius seleccionats. Com a director del museu Pérez Pont va ser condemnat per la intervenció amb grafitis del duo d’artistes PichiAvo a les parets del claustre renaixentista del Centre del Carme.
El 2023 el nou conseller de Cultura de la Generalitat Valenciana Vicente Barrera (Vox) va destituir Pérez Pont al capdavant del Centre del Carme i el Consorci de Museus el que va provocar la reacció del sector artístic valencià i la societat civil amb manifestacions de suport.